# Rejon sieniawski
Rejon sieniawski (ukr. Синявський район) – dawna jednostka podziału administracyjnego Ukraińskiej Socjalistycznej Republiki Radzieckiej w Związku Socjalistycznych Republik Radzieckich w latach 1940–1941 i 1944. Należał do obwodu lwowskiego. Siedziba władz rejonu znajdowała się w Sieniawie.
Rejon sieniawski został utworzony 17 stycznia 1940 na podstawie dekretu Prezydium Rady Najwyższej USRR o podziale na rejony zachodnich obwodów USRR, kiedy to w obwodzie lwowskim utworzono 37 rejonów, między innymi sieniawski. Rejon objął obszary na wschód od Sanu i na południe od Linii Mołotowa, w najdalej na wschód wysuniętej części obwodu lwowskiego:
- miasto Sieniawa;
- całą gminę Radawa;
- główną, prawobrzeżną część gminy Wiązownica (bez Kostkowa i Wielgosów z gromady Manasterz);
- mniejszą, południowo-wschodnią część gminy Sieniawa (gromady Dybków, Wylewa i Leżachów bez Leżachowa-Osady);
- fragment gminy Adamówka (gromada Dobra);
- zachodni fragment gminy Dzików Stary (bez większych wsi);

Obszary te należały przed wojną do powiatów jarosławskiego i lubaczowskiego (tylko fragment Dzików Stary) w województwie lwowskim.
Rejon sieniawski przestał istnieć wraz z wybuchem wojny niemiecko-radzieckiej 22 czerwca 1941. Jego tereny weszły w skład Landkreis Jaroslau dystryktu krakowskiego Generalnego Gubernatorstwa.
Rejon został odtworzony 23 lipca 1944, po zajęciu tych terenów przez Armię Czerwoną.
W październiku 1944, w wyniku wytyczenia granicy między ZSRR a Polską, cały rejon sieniawski wszedł w skład Polski, gdzie został włączony do reaktywowanego powiatu jarosławskiego, który 18 sierpnia 1945 wszedł w skład nowo utworzonego woj. rzeszowskiego.